# Macrognathus
Macrognathus là một chi cá chạch của họ Mastacembelidae, bộ Synbranchiformes.
Chi này phân bố trên hầu hết các vùng Ấn Độ và Đông Nam Á. Macrognathus ăn ấu trùng côn trùng sống trong nước cũng như giun đất.

## Phân loại
Hiện tại có 24 loài ghi nhận trong chi này:
- Macrognathus aculeatus (Bloch, 1786)
- Macrognathus albus Plamoottil & Abraham, 2014
- Macrognathus aral (Bloch & J. G. Schneider, 1801)
- Macrognathus aureus Britz, 2010
- Macrognathus caudiocellatus (Boulenger, 1893)
- Macrognathus circumcinctus (Hora, 1924)
- Macrognathus dorsiocellatus Britz, 2010
- Macrognathus fasciatus Plamoottil & Abraham, 2014
- Macrognathus guentheri (F. Day, 1865)
- Macrognathus keithi (Herre, 1940)
- Macrognathus lineatomaculatus Britz, 2010
- Macrognathus maculatus (G. Cuvier, 1832)
- Macrognathus malabaricus (Jerdon, 1849)
- Macrognathus meklongensis T. R. Roberts, 1986
- Macrognathus morehensis Arunkumar & Tombi Singh, 2000
- Macrognathus obscurus Britz, 2010
- Macrognathus pancalus F. Hamilton, 1822
- Macrognathus pavo Britz, 2010
- Macrognathus pentophthalmos (Gronow, 1854)
- Macrognathus semiocellatus T. R. Roberts, 1986
- Macrognathus siamensis (Günther, 1861)
- Macrognathus taeniagaster (Fowler, 1935)
- Macrognathus tapirus Kottelat & Widjanarti, 2005
- Macrognathus zebrinus (Blyth, 1858)